# Силоэ, Диего

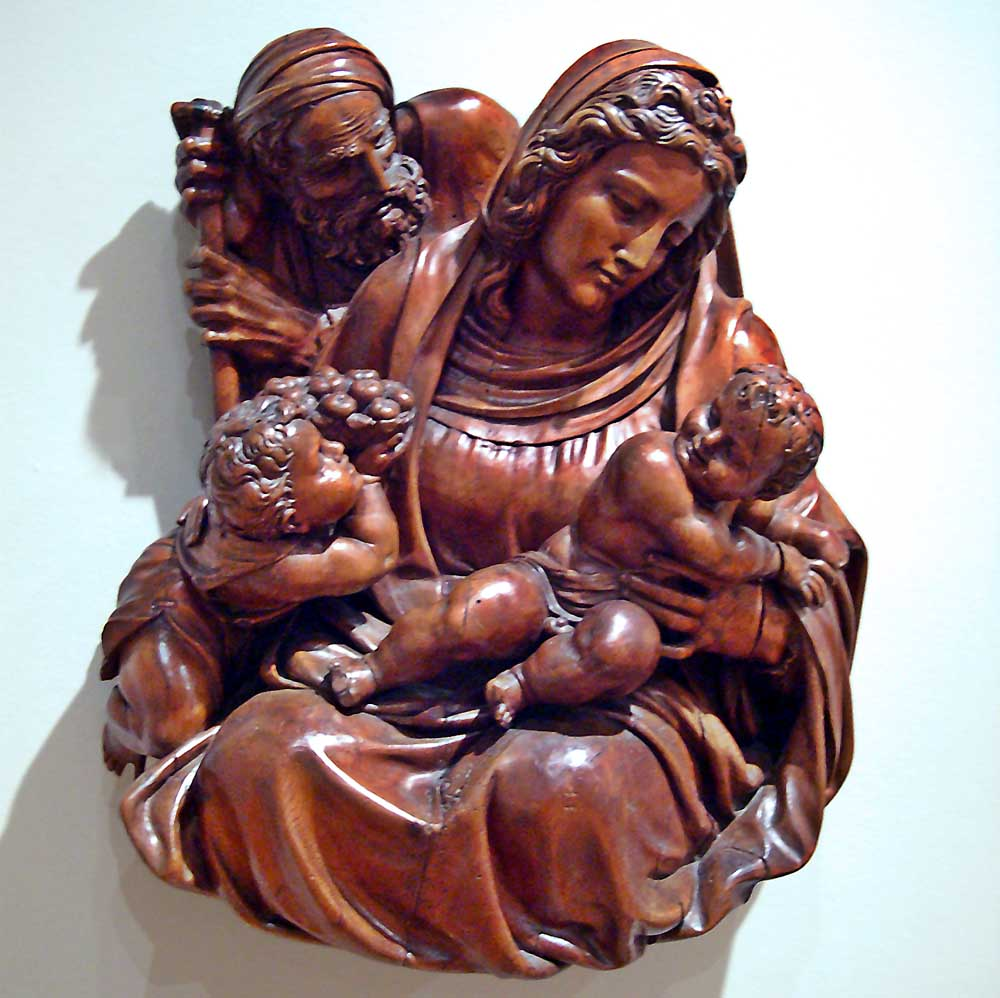
«Святое семейство» работы Диего де Силоэ. Национальный музей скульптуры в Вальядолиде

Диего де Силоэ́ (исп. Diego de Siloé; ок. 1495, Бургос — 22 октября 1563, Гранада) — испанский архитектор и скульптор эпохи перехода готики к Ренессансу. Предшественник Гранадской скульптурной школы.

## Биография
Диего де Силоэ — сын французского скульптора Жиля де Силоэ, умершего в 1500 году. Он считается одним из главных представителей платереско. Силоэ в молодости побывал в Италии и там создал Богоявленский алтарь в неаполитанском монастыре Сан-Джованни-а-Карбоннара. В 1523 году он завершил возведение золотой лестницы в кафедральном соборе Бургоса.
Купол и коринфские колонны в кафедральном соборе Гранады, созданные Диего де Силоэ, ставшим преемником Энрике де Эгаса, свидетельствуют о том, что он был знаком с архитектурой итальянского ренессанса. Диего де Силоэ возводил церкви в Убеде, Малаге и Гуадисе. Силоэ оказал серьёзное влияние на архитектуру Гранады и скульптуру Северной Испании.